# Raúl Ormeño
Raúl Elías Ormeño Pacheco (Temuco, 21 de junho de 1958) é um ex-futebolista chileno. Atuava como volante defensivo.
Jogou em apenas um clube, o Colo-Colo, durante toda a carreira, iniciada em 1976. Encerrou suas atividades como atleta em 1991.

## Seleção
Ormeño foi convocado pela primeira vez para a Seleção Chilena em 1982, num amistoso contra a Seleção Romena. Disputou a Copa do Mundo realizada naquele ano. Era uma das esperanças da equipe, mas, com um elenco envelhecido, acabou caindo na primeira fase.
Ele disputou também a Copa América 1989, seu último torneio com a camisa vermelha. Mas uma atuação infeliz do chileno ficou marcada num lance envolvendo o próprio Ormeño e o brasileiro Branco durante as eliminatórias para a Copa de 1990. O já veterano volante acabou cometendo uma violenta falta no lateral, e acabaria levando cartão vermelho.

## Títulos
Colo-Colo
- Campeonato Chileno: 1979, 1981, 1983, 1986, 1989, 1990, 1991.
- Copa Chile: 1990
- Copa Polla Gol: 1981, 1982, 1985
- Copa Digeder: 1988,1989
- Copa Libertadores: 1991